# 스티브 워즈니악
스티브 게리 워즈 워즈니악(영어: Steve Gary Woz Wozniak /ˈwɒzniæk/, 1950년 8월 11일 ~)은
미국의 엔지니어이다. 교육자 이기도 하며, 폴란드계 미국인이다. 스테판(Stephan)은 그의 출생시 잘못 적은 이름이며, 원래 이름은 스티브(Steve)이다.

## 경력
스티브 워즈니악은 가정과 사무실에서 컴퓨터를 널리 사용하는 데 기여했다. 친구인 스티브 잡스와 애플 컴퓨터의 공동 창립자로서, 그가 만든 애플 I(애플 원)은 초기 개인용 컴퓨터 중 하나이며, 디스플레이와 키보드가 달린 현재의 형태를 갖춘 최초의 컴퓨터이다. 또 애플 II(애플 투)는 혼자서 설계한 마지막 개인용 컴퓨터가 되었다. 워즈니악은 종종 그의 별명인 ‘워즈’나 ‘마법사 워즈’로 불린다. ‘워즈’는 그가 세운 회사의 이름이기도 하다.
1975년 캘리포니아 대학교 버클리에서 전기공학 및 컴퓨터 과학(Electrical Engineering & Computer Science)을 공부하다 중퇴하고 애플을 창업하였다. 그는 애플 컴퓨터란 제품의 실질적인 제작자이고 애플의 두뇌로 평가 받는다. 2006년 9월 25일 자서전 《iWoz》를 출간하였다.
그가 개발한 특허인 미국 특허 4,136,359 "Microcomputer for use with video display"로 인해 미국 발명가 명예의 전당에 헌액되었다.

## 관련 서적
- 《스티브 워즈니악》(원저 iWOZ), 스티브 워즈니악 & 지나 스미스 저, 청림출판, 2008, ISBN 978-89-352-0718-3

## 비행기 사고
- 1981년 2월 7일, 워즈니악은 비행기 사고를 당한다. 그는 그가 조종하는 비치크래프트 A36TC에 타 캘리포니아의 스콧 밸리에 있는 스카이 파크 공항에서 이륙했다. 비행기는 상승하는 중에 실속에 빠져 활주로에 튕기듯이 내려앉았고, 굴러서 울타리를 뚫고 나가 제방에 부딪혔다. 이 사고로 비행기에 타고 있었던 그의 아내와 그의 형과 그 여자친구가 부상을 당했고, 스티브 워즈니악 본인은 순행성 기억 상실로 고생하게 된다. 미국 연방 교통 안전 위원회의 조사 보고서는 이륙이 지나치게 빨랐는데, 워즈니악의 경험 부족으로 그 상황을 수습하지 못해 사고가 일어났다고 한다.

## 같이 보기
- 애플
- 스티브 잡스